# Acantholycosa lignaria
Acantholycosa lignaria is een spinnensoort uit de familie van de wolfspinnen (Lycosidae).
De wetenschappelijke naam van de soort werd in 1758 als Araneus lignarius gepubliceerd door Carl Alexander Clerck.

## Voorkomen
De soort komt wijdverbreid voor in het midden en noorden van Europa.